# Cañeros del Cocuite
Los Cañeros del Cocuite fue un equipo que participó en la Liga Veracruzana Estatal de Béisbol con sede en Tlalixcoyan, Veracruz, México.

## Historia

### Inicios
Los Cañeros son un equipo de reciente creación, y entraron en sustitución de los Aguiluchos de Veracruz.

### Actualidad
Los Cañeros participaron en la Liga Veracruzana Estatal de Béisbol.

## Jugadores

### Roster actual
Por definir.

### Jugadores destacados
Por definir.